# Metabiantes jeanneli
Metabiantes jeanneli is een hooiwagen uit de familie Biantidae.